# Bburago
Bburago（ブラーゴ）は、イタリアの老舗ミニカーメーカー。

## 概要
1976年に設立された。創業地のブラーゴ・ディ・モルゴラという町の名前が由来である。フォーミュラ1レースに参戦するマシンのスポンサーとなったこともあり、1984年にスピリット・レーシング、1991年にはAGSのスポンサーとなりウィングなどにメイカーロゴが貼られた。
2005年には破産状態のメイチョングループ（美昌集団）が買収。2015年にはそれまでマテルが持っていたフェラーリの版権を獲得し、フェラーリのミニカー販売の独占契約を締結。1/18スケールのミニカーを安価な価格で販売し、人気を博した。
日本では、タカラトミーから「トミカプレゼンツ ブラーゴ」としてミニカーが販売されている。